# Dániel Pauman
Dániel Pauman (n. 13 august 1986, Vác, Pesta, Ungaria) este un caiacist ce a reprezentat Ungaria, medaliat olimpic. A participat la o ediție a Jocurilor Olimpice (2012) în care a câștigat o medalie de argint.

## Participări
Lista de mai jos prezintă principalele competiții la care a participat Dániel Pauman de-a lungul carierei.
- canoeing at the 2012 Summer Olympics – men's K-4 1000 metres[*]